# Grécia nos Jogos Olímpicos
A Grécia foi a casa dos Jogos Olímpicos da Antiguidade, e foi, portanto, uma escolha natural como sede para que pudessem ocorrer os Jogos Olímpicos da Era Moderna em 1896. O país competiu em todas as edições dos Jogos Olímpicos de Verão desde então, sendo um dos únicos 4 países a tê-lo feito (e o único deles a competir sob a bandeira nacional do país em Moscou 1980 apesar de o governo grego ter apoiado o boicote aos Jogos Olímpicos de Verão de 1980 por causa da Invasão Soviética do Afeganistão, e também disputou a maioria dos Jogos Olímpicos de Inverno desde os Jogos Olímpicos de Inverno de 1936. Durante o Desfile das Nações na Cerimônia da Abertura, a Grécia sempre é o primeiro país a desfilar, devido ao seu status de ser a fundadora dos Jogos precursores das Olimpíadas modernas.
O país foi sede dos Jogos Olímpicos por 2 vezes: na edição inaugural de 1896 e em 2004, ambas em Atenas. Atletas gregos ganharam um total de 116 medalhas olímpicas, com o Atletismo e o Halterofilismo como os esportes que mais ganharam medalhas. O Comitê Olímpico Nacional da Grécia é o Comitê Olímpico Helênico, criado em 1894 e reconhecido em 1895.

## Quadro de Medalhas

### Medalhas por Jogos de Verão
| Jogos                   | Ouro | Prata | Bronze | Total | Posição |
| 1896 Atenas (país-sede) | 10   | 17    | 19     | 46    | 2       |
| 1900 Paris              | 0    | 0     | 0      | 0     | -       |
| 1904 St. Louis          | 1    | 0     | 1      | 2     | 8       |
| 1908 Londres            | 0    | 3     | 0      | 3     | 15      |
| 1912 Estocolmo          | 1    | 0     | 1      | 2     |         |
| 1920 Antuérpia          | 0    | 1     | 0      | 1     | 19      |
| 1924 Paris              | 0    | 0     | 0      | 0     | -       |
| 1928 Amsterdã           | 0    | 0     | 0      | 0     | -       |
| 1932 Los Angeles        | 0    | 0     | 0      | 0     | -       |
| 1936 Berlim             | 0    | 0     | 0      | 0     | -       |
| 1948 Londres            | 0    | 0     | 0      | 0     | -       |
| 1952 Helsinque          | 0    | 0     | 0      | 0     | -       |
| 1956 Melbourne          | 0    | 0     | 1      | 1     | 35      |
| 1960 Roma               | 1    | 0     | 0      | 1     | 21      |
| 1964 Tóquio             | 0    | 0     | 0      | 0     | -       |
| 1968 Cidade do México   | 0    | 0     | 1      | 1     | 42      |
| 1972 Munique            | 0    | 2     | 0      | 2     | 29      |
| 1976 Montreal           | 0    | 0     | 0      | 0     | -       |
| 1980 Moscou             | 1    | 0     | 2      | 3     | 22      |
| 1984 Los Angeles        | 0    | 1     | 1      | 2     | 30      |
| 1988 Seul               | 0    | 0     | 1      | 1     | 46      |
| 1992 Barcelona          | 2    | 0     | 0      | 2     | 26      |
| 1996 Atlanta            | 4    | 4     | 0      | 8     | 16      |
| 2000 Sydney             | 4    | 6     | 3      | 13    | 17      |
| 2004 Atenas (país-sede) | 6    | 6     | 4      | 16    | 15      |
| 2008 Pequim             | 0    | 2     | 2      | 4     | 59      |
| 2012 Londres            | 0    | 0     | 2      | 2     | 75      |
| 2016 Brasil             | 3    | 1     | 2      | 6     | -       |
| Total                   | 33   | 43    | 40     | 116   | 32      |

### Medalhas por Desporto
| Jogos              | Ouro | Prata | Bronze | Total |
| Atletismo          | 6    | 12    | 11     | 29    |
| Halterofilismo     | 6    | 5     | 4      | 15    |
| Ginástica          | 4    | 3     | 3      | 10    |
| Tiro               | 3    | 4     | 3      | 10    |
| Vela               | 3    | 2     | 2      | 7     |
| Esgrima            | 2    | 1     | 1      | 4     |
| Lutas              | 1    | 3     | 7      | 11    |
| Natação            | 1    | 3     | 3      | 7     |
| Ciclismo           | 1    | 3     | 0      | 4     |
| Taekwondo          | 1    | 3     | 0      | 4     |
| Judô               | 1    | 0     | 1      | 2     |
| Saltos Ornamentais | 1    | 0     | 0      | 1     |
| Tênis              | 0    | 1     | 1      | 2     |
| Polo Aquático      | 0    | 1     | 0      | 1     |
| Remo               | 0    | 1     | 2      | 3     |
| Total              | 30   | 42    | 38     | 110   |